# Distretto di Youhao
Il distretto di Youhao (友好区S, Yǒuhǎo QūP) è un distretto della Cina, situato nella provincia di Heilongjiang e amministrato dalla prefettura di Yichun.